# جرج اچ. هیچینگز
جرج هربرت هیچینگز (انگلیسی: George Herbert Hitchings؛ ۱۸ آوریل ۱۹۰۵ – ۲۷ فوریه ۱۹۹۸) یک پزشک اهل ایالات متحده آمریکا بود.
وی همچنین برنده جوایزی همچون جایزه نوبل فیزیولوژی و پزشکی شده است.